# Prąd zstępujący

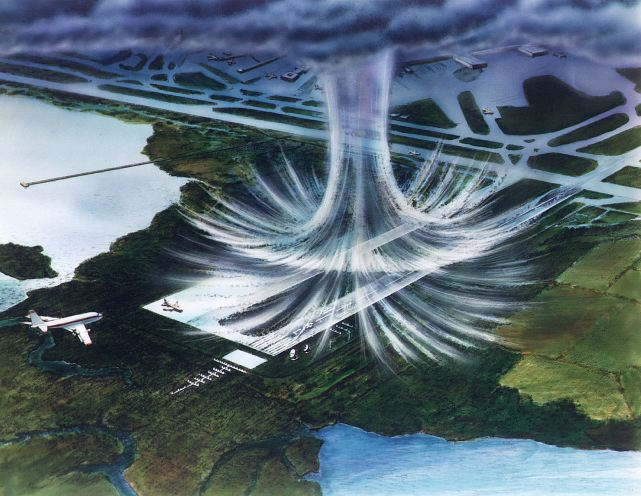
Model prądu zstępującego

Prąd zstępujący – pionowy ruch powietrza (inaczej: ruch konwekcyjny) występujący w warunkach podwyższonego ciśnienia atmosferycznego. Powietrze w tym prądzie opada (w przeciwieństwie do prądu wstępującego).